# Rong Ningning
Rong Ningning (* 5. Oktober 1997 in Kaschgar) ist eine chinesische Ringerin. Sie wurde 2018 Weltmeisterin und 2019 Vize-Weltmeisterin in der Gewichtsklasse bis 57 kg Körpergewicht.

## Werdegang
Rong Ningning stammt aus dem Uigurischen Autonomen Gebiet Xinjiang (früher Sinkiang), wo sie auch lebt und trainiert. Sie begann 2010 mit dem Ringen. Ihr Trainer ist Xu Kuiyuan. Es ist nicht bekannt, ob sie Uigurin oder Chinesin ist und welchem Club sie angehört.
Ihr Debüt auf der internationalen Ringermatte gab sie bei der asiatischen Junioren-Meisterschaft 2015 in Naypyidaw, Miyanmar, wo sie in der Gewichtsklasse bis 59 kg den 3. Platz erreichte. 2016 startete sie bei der Asienmeisterschaft der Frauen in Bangkok in der Gewichtsklasse bis 55 kg, verlor dort aber schon im Viertelfinale gegen die Japanerin Momoko Kadoya und kam nur auf den 8. Platz.
Im August 2017 wurde sie erstmals bei einer Weltmeisterschaft der Frauen, die in Paris stattfand, in der Gewichtsklasse bis 58 kg eingesetzt. Nach zwei Siegen verlor sie dort im Viertelfinale gegen Marwa Amri aus Tunesien, konnte aber in der Trostrunde weiterringen, wo sie nach einem weiteren gewonnenen Kampf, allerdings im Kampf um eine Bronzemedaille gegen Aissuluu Tynybekowa aus Kirgisistan verlor.
Überaus erfolgreich verlief für sie das Jahr 2018. Sie siegte schon im Januar dieses Jahres beim „Iwan-Jarygin“-Grand-Prix in Krasnojarsk, wurde kurz darauf in Bischkek Asienmeisterin in der Gewichtsklasse bis 59 kg. Im Juni 2018 belegte sie bei den China-Open in Wenzhou und im September 2018 bei den Poland-Open in Warschau in der Gewichtsklasse bis 57 kg jeweils den 1. Platz. Ihre Erfolge komplettierte sie mit dem Gewinn des Weltmeistertitels bei der Weltmeisterschaft in Budapest im Oktober 2018. In der Gewichtsklasse bis 57 kg siegte sie dort über Aljona Kolesnik, Aserbaidschan, Pooja Dhanda, Indien, Grace Jacob Bullen, Norwegen und Biljana Schiwkowa, Bulgarien. Im November 2018 belegte sie bei der U23-Weltmeisterschaft in Bukarest in der Gewichtsklasse bis 59 kg aber nur den 2. Platz, weil sie dort im Finale gegen Grace Bullen verlor.
Die Revanche gegen Grace Bullen gelang ihr im März 2019 beim "Dan-Kolow" & "Nikola-Petrow"-Memorial in Sofia, wo sie im Finale gegen die Norwegerin gewann. Im April 2019 wurde sie in Xi’an Asienmeisterin in der Gewichtsklasse bis 57 kg. Sie besiegte dabei im Finale die Nordkoreanerin Jong Myong-suk, die im Halbfinale die Japanerin Kaori Ichō besiegt hatte. Bei der Weltmeisterschaft 2019 in Nur-Sultan startete Rong Ningning wieder in der sehr stark besetzten Gewichtsklasse bis 57 kg. Nach drei gewonnenen Kämpfen traf sie dann im Finale auf die Japanerin Risako Kawai, gegen die sie knapp mit 6:9 Punkten verlor.

## Internationale Erfolge
| Jahr | Platz | Wettbewerb                                      | Gewichtsklasse | Ergebnisse |
| 2015 | 3.    | Asiatische Junioren-Meisterschaft in Naypyidaw  | bis 59 kg      | hinter Kumi Irie, Japan und Sarita Sarita, Japan |
| 2016 | 8.    | Asienmeisterschaft in Bangkok                   | bis 55 kg      | nach einer Niederlage gegen Momoko Kadoya, Japan |
| 2017 | 3.    | Poland-Open in Warschau                         | bis 58 kg      | hinter Helen Maroulis, USA und Aissuluu Tynybekowa, Kirgisistan |
| 2017 | 5.    | WM in Paris                                     | bis 58 kg      | nach Siegen über Jowita Wrzesien, Polen und Pooja Dhanda, Indien, einer Niederlage gegen Marwa Amri, Tunesien, einem Sieg über Irina Chikradse Chariw, Ukraine und einer Niederlage gegen Aissuluu Tynybekowa |
| 2018 | 1.    | "Iwan-Jarygin"-Grand-Prix in Krasnojarsk        | bis 58 kg      | vor Allison Mackenzie Ragan, USA, Veronika Chumikowa und Uljana Tukurenowa, beide Russland |
| 2018 | 1.    | Asienmeisterschaft in Bischkek                  | bis 59 kg      | vor Nabira Esenbajewa, Usbekistan, Sangeeta Sangeeta, Indien und Um Ji-eum, Südkorea |
| 2018 | 1.    | China-Open in Wenzhou                           | bis 57 kg      | vor Olga Choroschanzewa, Russland, Tatjana Kit, Ukraine und Um Ji-eum |
| 2018 | 1.    | Poland-Open in Warschau                         | bis 57 kg      | vor Grace Bullen, Norwegen, Sandra Paruszewski, Deutschland und Yumenka Tanabe, Japan |
| 2018 | 3.    | "Alexander-Medwed"-Preis in Minsk               | bis 57 kg      | hinter Battsetseg Altanbetseg, Mongolei und Olga Choroschanzewa |
| 2018 | 1.    | WM in Budapest                                  | bis 57 kg      | nach Siegen über Aljona Kolesnik, Aserbaidschan, Pooja Dhanda, Indien, Grace Jacob Bullen und Biljana Schiwkowa, Bulgarien                                                                                    |
| 2018 | 2.    | U 23-WM in Bukarest                             | bis 59 kg      | nach Siegen über Alexandra Romero Bonilla, Mexiko und Alena Kremser, Ukraine und einer Niederlage gegen Grace Jacob Bullen                                                                                    |
| 2019 | 1.    | Klippan-Lady-Open                               | bis 57 kg      | vor Irina Kuratschkina, Weißrussland, Ramona Galambos, Ungarn und Roksana Zasina, Polen |
| 2019 | 1.    | "Dan-Kolow" & "Nikola-Petrow"-Memorial in Russe | bis 57 kg      | vor Grace Bullen, Irina Kuratschkina und Odunayo Adekuoroye, Nigeria |
| 2019 | 1.    | Asienmeisterschaft in Xi’an                     | bis 57 kg      | nach Siegen über Tserenchimeg Suchee, Mongolei, Pooja Dhanda, Indien und Jong Myong-suk, Nordkorea |
| 2019 | 2.    | WM in Nur-Sultan                                | bis 57 kg      | nach Siegen über Irina Kuratschkina, Weißrussland, Marina Simonjan, Russland und Jowita Wrzesien, Polen und einer Niederlage gegen Risako Kawai, Japan                                                        |

Erläuterungen
- alle Wettkämpfe im freien Stil
- WM = Weltmeisterschaft